# Канастеро
Канастеро (лат. Asthenes) — род воробьиных птиц из семейства печниковых.
Длина тела — 15-18 см, имеет тонкий, длинный хвост и тонкий, заострённый клюв. В основном имеют тусклое оперение с коричневым оттенком, однако различаются рисунком хвоста и наличием полос.
Большинство видов обитает на открытой местности и в кустарниках на юге Южной Америки и в Андах.
Строят большие куполообразные гнёзда из прутьев или травы. Питаются насекомыми и другими беспозвоночными.

## Виды
В состав рода включают 29 видов:
- Asthenes huancavelicae Morrison, 1938
- Asthenes arequipae (Sclater, PL & Salvin, 1869)
- Кремовогрудый канастеро Asthenes dorbignyi (Reichenbach, 1853)
- Канастеро Берлепша Asthenes berlepschi (Hellmayr, 1917)
- Короткоклювый канастеро Asthenes baeri (Berlepsch, 1906)
- Asthenes luizae Vielliard, 1990
- Земляной канастеро Asthenes hudsoni (P.L. Sclater, 1874)
- Южный канастеро Asthenes anthoides (King, 1831)
- Белобровый канастеро Asthenes urubambensis (Chapman, 1919)
- Полосатый канастеро Asthenes flammulata (Jardine, 1850)
- Перуанский канастеро Asthenes virgata (P.L. Sclater, 1874)
- Пятнистохвостый канастеро Asthenes maculicauda (Berlepsch, 1901)
- Пестроспинный канастеро Asthenes wyatti (P.L. Sclater et Salvin, 1871)
- Пестрогорлый канастеро Asthenes humilis (Cabanis, 1873)
- Скромный канастеро Asthenes modesta (Eyton, 1852)
- Asthenes moreirae (Miranda-Ribeiro, 1905)
- Малый канастеро Asthenes pyrrholeuca (Vieillot, 1817)
- Asthenes harterti (Berlepsch, 1901)
- Asthenes helleri (Chapman, 1923)
- Asthenes vilcabambae (Vaurie, Weske & Terborgh, 1972)
- Asthenes ayacuchensis (Vaurie, Weske & Terborgh, 1972)
- Каньонный канастеро Asthenes pudibunda (P.L. Sclater, 1874)
- Рыжелобый канастеро Asthenes ottonis (Berlepsch, 1901)
- Asthenes heterura (Berlepsch, 1901)
- Asthenes palpebralis (Cabanis, 1873)
- Asthenes coryi (Berlepsch, 1888)
- Asthenes perijana (Phelps, WH Jr, 1977)
- Asthenes fuliginosa (Lafresnaye, 1843)
- Asthenes griseomurina (Sclater, PL, 1882)